# Çamlı, Güzelbahçe
Çamlı là một xã thuộc huyện Güzelbahçe, tỉnh İzmir, Thổ Nhĩ Kỳ. Dân số thời điểm năm 2010 là 1.002 người.